# Frank Hann National Park
Frank Hann National Park är en park i Australien. Den ligger i delstaten Western Australia, omkring 430 kilometer öster om delstatshuvudstaden Perth.
Trakten runt Frank Hann National Park är nära nog obefolkad, med mindre än två invånare per kvadratkilometer.. Det finns inga samhällen i närheten.
Omgivningarna runt Frank Hann National Park är i huvudsak ett öppet busklandskap. Genomsnittlig årsnederbörd är 493 millimeter. Den regnigaste månaden är juli, med i genomsnitt 68 mm nederbörd, och den torraste är februari, med 13 mm nederbörd.